# Ryfylke
Ryfylke je tradicionalno okrožje v severovzhodnem delu okrožja Rogaland na Norveškem. 4546 kvadratnih kilometrov veliko okrožje leži severovzhodno od mesta Stavanger in vzhodno od mesta Haugesund in obsega približno 60 % površine okrožja. Vključuje celino, ki je severovzhodno in vzhodno od Boknafjorda in vzhodno od Høgsfjorda. Vključuje tudi otoke, ki so na južni strani Boknafjorda. Na vzhodu Ryfylke meji na okrožji Setesdal in Sirdal, na jugu je Jæren, na zahodu pa Haugalandet. Ryfylke je eno od 15 tradicionalnih okrožij v zahodni Norveški.
Ryfylke obsega sodobne občine Sauda, Suldal, Hjelmeland, Strand, Kvitsøy, vzhodni otoški del Stavangerja in Forsandski del Sandnesa. V Ryfylkeju ni velikih mest, sta pa dve večji mesti, Sauda in Jørpeland.
Slikovite znamenitosti so Lysefjord z goro Preikestolen (Prižnica) in goro Kjerag. Za pokrajino Ryfylke so značilne visoke gore v notranjosti; najvišje in najbolj divje so na severu in so oblikovane iz trdih, magmatskih kamnin.
Pri jezeru Haukalivatnet (blizu Lysefjorda) je izrazita končna morena, ki jo je domnevno ustvaril prazgodovinski ledenik. Ta morena je vodila profesorja Jensa Esmarka (leta 1824), da je oblikoval teorijo o ledeni dobi nad Skandinavijo in drugimi deli sveta. Esmark je menil, da so podnebne spremembe zaradi sprememb Zemljine orbite povzročile ledene dobe.

## Etimologija
Staronordijska oblika imena je bila Rygjafylki. Prvi element je rodilnik množine rygir, kar pomeni 'oseba, ki jé rž', zadnji element pa je fylke, kar pomeni 'ljudje' in ima enak izvor kot nemški volk (ljudje).